# Open Sopra Steria de Lyon
O Open Sopra Steria de Lyon é uma competição de tênis masculino, realizado em piso de saibro, válido pelo ATP Challenger Tour, desde 2016, na cidade de Lyon, França.

## Edições

### Simples
| Ano  | Campeão               | Vice-Campeão    | Placar             | Ref.          |
| ---- | --------------------- | --------------- | ------------------ | ------------- |
| 2021 | Pablo Cuevas          | Elias Ymer      | 6–2, 6–2           |               |
| 2020 | Não realizado         | Não realizado   | Não realizado      | Não realizado |
| 2019 | Corentin Moutet       | Elias Ymer      | 6–4, 6–4           |               |
| 2018 | Félix Auger-Aliassime | Johan Tatlot    | 6–7(3–7), 7–5, 6–2 | [ 2 ]         |
| 2017 | Félix Auger-Aliassime | Mathias Bourgue | 6–4, 6–1           |               |
| 2016 | Steve Darcis          | Thiago Monteiro | 3–6, 6–2, 6–0      | [ 3 ]         |

### Duplas
| Ano  | Campeões                               | Vice-Campeões                      | Placar                      | Ref.          |
| ---- | -------------------------------------- | ---------------------------------- | --------------------------- | ------------- |
| 2021 | Martín Cuevas Pablo Cuevas             | Tristan Lamasine Albano Olivetti   | 6–3, 7–6(7–2)               |               |
| 2020 | Não realizado                          | Não realizado                      | Não realizado               | Não realizado |
| 2019 | Philipp Oswald Filip Polášek           | Simone Bolelli Andrea Pellegrino   | 6–4, 7–6(7–2)               |               |
| 2018 | Elliot Benchetrit Geoffrey Blancaneaux | Hsieh Cheng-peng Luca Margaroli    | 6–3, 4–6, [10–7]            | [ 4 ]         |
| 2017 | Sander Gillé Joran Vliegen             | Gero Kretschmer Alexander Satschko | 6–7(2–7), 7–6(7–2), [14–12] | [ 5 ]         |
| 2016 | Grégoire Barrère Tristan Lamasine      | Jonathan Eysseric Franko Škugor    | 2–6, 6–3, [10–6]            | [ 6 ]         |